# Храм Апостолов Симона и Фаддея (Сочи)
Храм Апо́столов Си́мона и Фадде́я — римско-католический приход в Центральном районе города Сочи, Краснодарский край, Россия. Приход принадлежит Краснодарскому деканату Епархии Святого Климента в Саратове.

## История
Предшественником храма была католическая часовня, располагавшаяся неподалёку (по адресу: ул. Волгоградская, 41) и построенная в 1992 году при польском национально-культурном центре священником Богданом Севериником и монахинями сёстрами-лоретанками. В часовне имелся электронный орган, резные распятия, небольшой витраж. Непосредственно сам храм построен позже, в 1995—1997 в стиле неоготики. Алтарь храма освящён в честь святых апостолов, которые, согласно католической традиции, проповедовали на Кавказе.

## Прихожане
Ранее основную массу прихожан составляли сочинцы с польскими, белорусскими и украинскими корнями. Впоследствии, после массового переселения армян в г. Сочи, значительную часть прихожан стали составлять армяне-католики.

## Адрес
- 354000, Сочи, ул. Параллельная, 11

Телефон: +7 (8622) 61-60-81